# Zuvorkommenheit
Zuvorkommenheit beschreibt die Eigenschaft eines Menschen, sich (im Wesentlichen erfolgreich und meist in kleinen Alltagsangelegenheiten) darum zu bemühen, anderen Menschen gerecht zu werden, ihre Wünsche zu erfüllen und ihren Interessen entgegenkommend zu handeln, ohne, dass diese sie explizit geäußert haben. Zuvorkommenheit setzt also Empathie voraus und ist somit nicht nur den guten Umgangsformen als einem vorgegebenen Regelkanon wie etwa der gerade vorherrschenden Etikette zuzuordnen.
Zuvorkommenheit äußert sich häufig darin, dass jemand seinen Mitmenschen im Alltag kleine Gefälligkeiten erweist, zum Beispiel jemandem die Tür aufhält, bei Einkäufen oder anderen Gängen jemandem ungefragt nützliche Kleinigkeiten mitbringt, am Arbeitsplatz Arbeiten so verrichtet, dass dem Kollegen sein Teil der Bearbeitung leichter fällt und Ähnliches.

## Begriffsverwendung
In der deutschen Sprache häufiger als das Nomen Zuvorkommenheit ist zuvorkommend, das gleichzeitig Partizip I des Verbs zuvorkommen ist. Es hat als Adjektiv, Partizipialattribut und Adverb den gleichen Bedeutungskontext wie das Nomen. Das Verb zuvorkommen in anderen Formen als dem Partizip I mit adjektivischem Gebrauch dagegen trägt den freundlich-empathischen Inhalt in seiner Hauptbedeutung nicht und beschreibt eher eine Konkurrenzsituation: eine Gelegenheit, die sich nur einem früher Handelnden oder Eintreffenden bietet. Das Verb zuvorkommen wird mit dem Dativobjekt verwendet. Das Partizip Präsens des Verbes zuvorkommen, zuvorkommend, wird in Partizipialsätzen in Verbindung mit dem Dativ-Objekt einer Person oder eines Ereignisses auch in der Bedeutung der Konkurrenzsituation verwendet, z. B. „der Gefahr zuvorkommend“.

## Sonstiges
Wie (Fach-)Kompetenz, Zuverlässigkeit und Flexibilität ist auch Zuvorkommenheit ein Werturteil-Kriterium in der Mitarbeiterbeurteilung.
Freiherr von Knigge schreibt, dass man zerstreuten Menschen einen Mangel an Zuvorkommenheit nachsehen sollte:

„Sehr zerstreuten Leuten muß man es übrigens so hoch nicht anrechnen, wenn sie zuweilen in der Aufmerksamkeit und Höflichkeit oder überhaupt in der Artigkeit und Zuvorkommenheit, welche der gesellige Umgang fordert, unvorsätzlich fehlen.“